# Cui Yongyuan
Cui Yongyuan (chinesisch: 崔永元; pinyin: Cuī Yǒngyuán; geboren am 20. Februar 1963 in Tianjin) ist ein bekannter chinesischer Fernsehmoderator, Filmproduzent, Professor für Medienwissenschaft und Kommentator in sozialen Medien.
Cui Yongyuan wurde durch seine TV-Show Tell It Like It Is (实话实说) bekannt, die er von 1996 bis 2002 bei China Central Television (CCTV, 中央电视台) moderierte. Cui ist auch bekannt für sein Oral History Project, den Kampf gegen gentechnisch veränderte Lebensmittel, karitative Einsätze sowie Ermittlungen gegen sogenannte „Yin-Yang-Verträge“, die in der chinesischen Filmindustrie der Steuerhinterziehung dienten.
Aufgrund seiner offenen Rede und seines aktiven Einsatzes zur Aufdeckung wahrer Tatsachen wird Cui Yongyuan als „Chinas Gewissen“ bezeichnet.
2020 begann Cui auf Twitter ein öffentliches Tagebuch führen, mit Beiträgen zu persönlichen und gesellschaftlichen Themen. Von Mai bis August 2020 zeigte er sich in zahlreichen Kurzvideos mit zunehmend kritischen persönlichen Statements zur aktuellen Situation in China.
Nach einer Hospitalisierung am 11. August 2020 aufgrund einer Vergiftung fehlte ein Monat lang jede Nachricht. Auf seinem YouTube-Konto war angegeben, er befinde sich in Rekonvaleszenz. Am 17. September zeigte er sich erstmals wieder auf YouTube.

## Biografisches
Cui wurde am 20. Februar 1963 im Bezirk Beichen in Tianjin geboren. Sein Vater war beim Militär. Die Familie zog nach Peking, als Cui drei Jahre alt war, und er besuchte die Grundschule und das Gymnasium in Peking. Cui absolvierte 1985 die Communication University of China (中国传媒学院) und begann kurz darauf als Reporter für CCTV zu arbeiten.
Nach einer schweren Depression ab 2002 verließ Cui den Arbeitgeber CCTV und erschien erst wieder 2006 auf der TV-Bühne. 2013 verließ er CCTV definitiv, um an seiner Alma Mater, der Communication University of China in Beijing zu arbeiten. Im Jahr 2008 wurde Cui Yongyuan zum Mitglied der Politischen Konsultativkonferenz (PKKCV) gewählt.
Seit 2020 zeigt er sich vermehrt in den sozialen Medien Twitter, Facebook und Youtube, mit kritischen persönlichen Statements zur aktuellen Lage in China. Seit er am 11. August 2020 mit einer Vergiftung hospitalisiert wurde, fehlt von ihm jede Nachricht. Seither wird sein Name im chinesischen Internet zensuriert.

## TV-Moderation
Ab 1993 war Cui an der Planung des Oriental Horizon (东方时空)-Programms beteiligt.
1996 startete die von Cui Yongyuan moderierte Show Tell It Like It Is (实话实说) als Sonntagsbeilage zu Oriental Horizon. Die erste Show wurde am 26. April 1996 ausgestrahlt. Bald danach hatte Tell It Like It Is eine eigene Anhängerschaft, was zum größten Teil auf Cuis charismatische und charakterstarke Persönlichkeit zurückzuführen ist – sein natürliches, humorvolles Auftreten und sein unerbittliches Bestehen darauf, dass die Tatsachen beim Namen genannt und Lügen aufgedeckt werden, sprach dem Publikum aus dem Herzen. Cuis Stil zog zahlreiche Nachahmer-Shows mit sich, die versuchten, eine gewisse Natürlichkeit in die rigide und vorgeskriptete chinesische TV-Landschaft einzubringen.
Mit dem Erfolg von Tell It Like It Is wurde Cui zu einer nationalen Berühmtheit.
1999 trat er in einem Sketch mit Zhao Benshan und Song Dandan auf, mit dem Titel Yesterday, Today und Tomorrow (昨天、今天、明天). Anschließend wurde er eingeladen, die 2000er Ausgabe der CCTV New Year’s Gala auszurichten.
Im Juli 2003 startete die Sendung Talk With Junior Cui (小崔说事). Am 3. April 2004 wurde die von Cui Yongyuan seit 2002 produzierte Serie Story of Movie (电影传奇) erstmals ausgestrahlt.
Aufgrund einer schweren bipolaren Depression ab 2002 verließ Cui anschließend CCTV und erschien erst wieder 2006 zu einem neuen Sketch mit Zhao Benshan und Song Dandan (Talk with Xiaocui 小崔说事) zur CCTV-Frühlingsfest-Gala. Cui wurde 2005 als einer der zehn besten CCTV-Moderatoren ausgezeichnet.
Während des Nationalen Volkskongresses von 2007 veranstaltete er eine Talkshow, in der er sich mit regionalen chinesischen Regierungsmitgliedern traf, um alltägliche Probleme zu erörtern, die für die Zuschauer von Belang waren. Es war die erste Talkshow dieser Art in der VR China.
Von 2012 bis 2013 war Cui Yongyuan Gastgeber der Show Thank Heaven and Earth that you are here (谢天谢地，你来啦). 2013 verließ er CCTV definitiv, um an seiner Alma Mater, der Communication University of China in Beijing zu arbeiten.
Im Januar 2015 begann Cui bei Dragon Television in Shanghai (东方卫视) die Sendung Eyes on (东方眼) zu moderieren. Während des Nationalen Volkskongresses 2015 unterhielt sich Cui mit Wang Qishan, dem Chef der Zentralen Disziplinarkommission und damaligen Zuständigen für die Antikorruptionskampagne.

### Sendungen
- Tell It Like It Is (实话实说), 1996–2009
- Talk With Junior Cui (小崔说事), ab 2003; 2009–2012
- Story of Movie (电影传奇) 2004–2009
- Thank Heaven and Earth that you are here (谢天谢地，你来啦), 1999
- Eyes on (东方眼), 2015

## Einsatz gegen Gentechnologie
Im November 2013 unternahm Cui Yongyuan eine zweiwöchige Reise in die USA, um einen Dokumentarfilm über gentechnisch veränderte Lebensmittel zu drehen. Der Film erregte in China großes Aufsehen und entfachte eine Debatte über GVO. In der Dokumentation ging Cui der Debatte nach, ob gentechnisch veränderte Lebensmittel sicher seien. Der Dokumentarfilm geriet ins Kreuzfeuer von Wirtschaftslobbyisten und wurde vom populärwissenschaftlichen Autor Fang Zhouzi (方舟子) als unwissenschaftlich und irreführend kritisiert. 2014 tauschten Cui und Fang eine Reihe von zunehmend persönlichen Kommentaren auf Weibo aus und griffen sich gegenseitig an. Nach dem hitzigen und weit verbreiteten Austausch verklagte Fang Cui vor einem Pekinger Gericht und forderte eine Entschädigung von 670.000 Yuan wegen Verleumdung.
Am 26. März 2015 hielt Cui Yongyuan an der Fudan-Universität einen Vortrag über GVO. Die Organisatoren versuchten, Dozenten und Studierende der Biologie an der Teilnahme zu hindern, indem sie keine öffentliche Einladung schickten. Professor Lu Daru vom Institut für Genetik der Fudan-Universität forderte Cui während der Fragerunde vor Ort heraus. Sein Aktivismus brachte große Interessengruppen in Probleme. Cui erklärte 2017 in einem Interview, er bekomme wiederholt Drohbriefe, einschließlich Morddrohungen. GVO-Lobbyisten hätten ihm 200 Millionen Yuan (29,8 Millionen US-Dollar) Schweigegeld angeboten, was er abgelehnt habe. „Dieser Einsatz könnte mich mein Leben kosten“, sagte er. „Sie wollen mich in die Knie zwingen, doch das wird niemals geschehen. Ich werde bis zur letzten Minute meines Lebens kämpfen.“

## Oral History Projekt
Im Jahr 2002 startete Cui Yongyuan sein Oral History Project (口述历史). Im Februar 2012 wurde an der Communication University of China in Peking das „Cui Yongyuan-Forschungszentrum für Oral History“ (崔永元口述历史研究中心) gegründet. Den Grundstock dafür bilden über 50.000 Stunden Oral-History-Aufnahmen, 5 Millionen historische Bilddokumente und 300.000 wertvolle historische Objekte. Im März 2011 hatte die gemeinnützige Cui Yongyuan-Stiftung ein Symposium veranstaltet zur Oral History chinesischer Unternehmer. Es beteiligten sich über zwanzig bekannte chinesische Unternehmer teilnahmen, unter ihnen Liu Chuanzhi (柳传志), Jack Ma (马云), Liu Yonghao (刘永好) und Yu Minhong (俞敏洪).
Bis Februar 2012 hatte sein Forschungszentrum Videodaten zur Oral History von über drei Millionen Minuten, eine Vielzahl von Fotografien sowie 300.000 Objekte von über 4.000 Befragten in sechs Kategorien gesammelt.
Cui Yongyuan und sein Team besuchten zahlreiche Zentren für Oral History in verschiedenen Ländern. In der Japanischen Rundfunkgesellschaft NHK beeindruckt ihn das große Archiv historischer Dokumente und die Leichtigkeit, mit der darauf zugegriffen werden konnte. Auch die japanische Waseda-Universität beherbergt gut erhaltene historische Aufzeichnungen, einschließlich mündlicher Daten über China. Dies war auch in anderen Ländern wie den USA und Kanada der Fall. Daraus entstand seine Idee, in Beijing ein Museum für Oral History zu eröffnen.
Cui Yongyuans Beiträge zum Oral History Project sind in vielen Fernsehserien zu sehen, wie Story of Movie (电影传奇), My Long March (我的长征), My War against Aggression (我的抗战) und My Motherland (我和我的祖国).

## Karitative Einsätze
Cui gründete 2007 mit dem Pekinger Roten Kreuz die „Beijing Yongyuan Foundation“ (永源公益基金会), um Dorflehrer auszubilden und das immaterielle Kulturerbe zu schützen. Am 17. Juli 2020 zog sich Cui Yongyuan mit einem öffentlichen Statement davon zurück.
2011 startete Cui die Spendenaktion „One More Dish for Children“ (给孩子加个菜) für Kinder in armen Bergregionen. Das Wohltätigkeitsprogramm soll den Kindern zu besserer und gesünderer Ernährung verhelfen. Die Spendenaktion erhielt innerhalb von sechs Monaten (Mai–November 2011) insgesamt über 1.284.000 RMB aus der Gesellschaft (2626 Personen). Unterstützung fanden unter anderem Schulen in der Provinz Guangxi. Ungefähr 713 Lehrer und Schüler erzielten pro Person und Tag eine Verbesserung von 2,5 Yuan. Bis Dezember 2011 wurden dafür über 221.000 Yuan ausgegeben.

## Aufdecken von Betrug

### Doppelverträge zur Steuerhinterziehung
2018 veröffentlichte Cui Yongyuan auf Weibo Fotos eines sogenannten Yin-Yang-Vertrages im Zusammenhang mit Megastar Fan Bingbing. Ein Yin-Yang-Vertrag besteht aus zwei Verträgen mit unterschiedlichen Zahlungsbeträgen – eine Methode zur Steuerhinterziehung. Die Enthüllung führte zu massiven Kontroversen und rechtlichen Problemen für Fan. Seine Anschuldigungen waren von persönlichen Ressentiments gegen Fan und den Regisseur des Films Cell Phone (2002) motiviert, in dem das Leben eines berühmten Talkshow-Moderators verspottet wird – eine Geschichte mit auffallenden Ähnlichkeiten zwischen der Hauptfigur und Cui Yongyuan.
Bis anhin hatten die Steuerbehörden die weit verbreitete Praxis von Doppelverträgen in der chinesischen Unterhaltungsindustrie mit dem alleinigen Zweck der Steuerhinterziehung weitgehend ignoriert, nicht zuletzt, weil viele führende Entertainer starke politische Gönner haben. Cui Vorwürfe führten zu einer Untersuchung der Steuersituation von Fan und sie wurde angewiesen, überfällige Steuern und Geldstrafen in Höhe von 884 Millionen Yuan zu bezahlen.

### Rechtsstreit wegen Kohlemine
2018 begann Cui sich für die Sache eines Privatunternehmers einzusetzen, der in einen 12-jährigen Rechtsstreit gegen mächtige lokale Beamte wegen einer Kohlenmine mit potentiellem Wert von über 100 Milliarden Yuan (14,7 Milliarden US-Dollar) verwickelt war.
Im Jahr 2003 hatte der Privatunternehmer Yue Faqi (赵发琦) von der Kai Qilai Energy Investment Company mit dem staatlichen Unternehmen Xi’an Geology and Mineral Exploration and Development Institute eine Kooperationsvereinbarung unterzeichnet, um gemeinsam die Kohlereserven im Kreis Hengshan bei Yulin (横山县波罗-红石桥煤矿) zu untersuchen. Nachdem das Xi’an Exploration Institute eine große Menge Kohle in der Region entdeckt hatte, brach es die Vereinbarung und unterzeichnete 2005 eine Kooperationsvereinbarung mit einem Unternehmen in Hongkong, das Berichten zufolge Zhao Zhengyong, dem ehemaligen Parteichef von Shaanxi, nahe stand. Dies führte zum „Out“ der Kai Qilai Energy Investment Company und zum Verlust seiner wertvollen Rechte für den Kohleabbau.
Ende 2018 verschaffte Cui Yongyuan dem Fall auf der chinesischen Internetplattform Weibo nationale Aufmerksamkeit und legte unter anderem dar, wie wichtige Dokumente über diesen Fall aus dem Büro eines Richters am Obersten Gerichtshof verschwanden, während die Überwachungskamera außer Betrieb gesetzt worden sei. Damit widersetzte er sich dem Obersten Volksgerichtshof und dessen Präsidenten Zhou Qiang.

## Gesellschaftskritische Statements
Bei einer Rede in Washington am 29. April 2015 äußerte Cui Yongyuan öffentlich gesellschaftskritische Aussagen und berührte dabei auch „sensible Themen“ wie mangelnde Redefreiheit in China und die Beziehung zwischen der Volksrepublik und Taiwan. 
„Die beste Art, deine Liebe zum Vaterland auszudrücken, ist mitzuhelfen, es zu verbessern. Wenn du Probleme siehst, musst du sie benennen. Auch wenn das auf Unverständnis stößt, darfst du nicht aufgeben.“ 
Seit der Corona-Krise von 2020 ist Cui Yongyuan immer stärkeren Repressionen ausgesetzt. Nachdem 2019 sein Weibo-Konto mit annähernd 20 Millionen Followern gesperrt wurde, verlegte er sich auf das in die in der VR China nur per VPN zugänglichen Medienplattformen Twitter, Facebook und Youtube. Auf Twitter begann er im April 2020 ein öffentliches Tagebuch führen, mit Beiträgen zu persönlichen und gesellschaftlichen Themen. Von Mai bis August 2020 zeigte er sich in zahlreichen Kurzvideos mit zunehmend kritischen persönlichen Statements zur aktuellen Situation in China.
Am 11. August 2020 wurde Cui Yongyuan gemäß inoffiziellen Angaben mit Vergiftungserscheinungen bewusstlos ins Krankenhaus gebracht. Ein auf Twitter gepostetes Foto zeigt die Bildschirmansicht seiner Hospitalisierungs-Daten. Zuvor hatte Cui in einer Videobotschaft vom 16. Juli 2020 große Bedenken um die eigene Sicherheit bekundet, was Anlass zu Befürchtungen gab. Am 17. September zeigte er sich erstmals wieder auf YouTube, gezeichnet von überstandenen Beschwerden, aber wohlauf.

## Publikationen
- Cui Yongyuan 崔永元. Buguo ruci 不过如此. Beijing Huayi 北京华艺出版社. 2001. ISBN 978-7-80142-334-4.
- Cui Yongyuan 崔永元. You hua shuo 有话说. Zhejiang Renmin 浙江人民出版社. 2018, ISBN 978-7-213-09072-1.
- Cui Yongyuan 崔永元. Wode sikao yu bu an 我的思考与不安, April 2020.[21]